# NGC 559
NGC 559 (również OCL 322) – gromada otwarta znajdująca się w gwiazdozbiorze Kasjopei. Odkrył ją William Herschel 9 listopada 1787 roku. Jest położona w odległości ok. 7,1 tys. lat świetlnych od Słońca.